# Letiště Chrudim
Veřejné vnitrostátní letiště Chrudim (ICAO: LKCR), leží 2 km jihozápadně od města Chrudim v ulici Sečská. Letiště v Chrudimi je vybaveno travnatou dráhou ve směru 24/06 o délce 980 m, na letišti je poskytována služba Chrudim RADIO na frekvenci 122,805. Provozovatelem letiště je spolek Aeroklub ČR-Chrudim.

## Historie

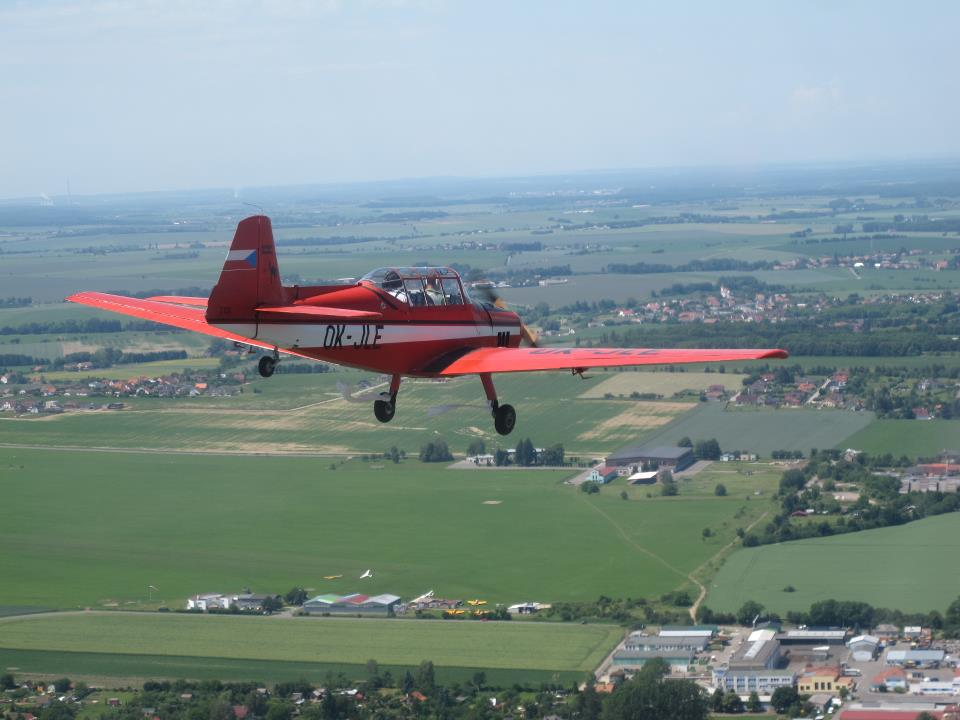
Zlín 126 Trenér patřící Aeroklubu Chrudim. OK-JLE

Historie chrudimského létání sahá až k samotnému zrodu letectví v Čechách do roku 1911, kdy Ing. Jan Kašpar provedl první přelet z Pardubic do Chrudimi. Do poloviny třicátých let byla využívána především plocha za hospodářskou školou (letci Weisnerem a Lonkem), vznik letiště dnešní podoby započal koncem roku 1937. Krátké působení československých bombardovacích letek vystřídalo působení okupantů, kteří letiště definitivně opustili v květnu 1945. Po válce pak až do roku 1957 probíhal současně civilní i vojenský provoz. Od 60. let byl provoz na letišti ve znamení Svazarmu a vojenských výsadkářů. V roce 1987 došlo k výstavbě nového zázemí Aeroklubu na jižní straně letiště a Aeroklub tak ustoupil zájmům armády.
Sametová revoluce pak započala novou éru civilního, nebo všeobecného/sportovního letectví, kdy provoz letiště zajišťoval a nadále zajišťuje Aeroklub Chrudim. S působením aeroklubu jsou v Chrudimi spjata taková jména, jako světoví rekordmani Zdeněk Kaplan, Gustav Koubek a Jaroslav Jehlička, mistryně světa Helena Tomšíková, nebo členové známé chrudimské čtyřky Tlustý, Struž, Klimenda, Bezák (která dodnes létá pod jménem „The Flying bulls aerobatic team“, avšak již s jinými piloty a stroji).

## O letišti
Letiště Chrudim je vybaveno pro lety VFR. Převážně se používá dráha 24 (ve směru od města – z protihlukových i organizačních důvodů). V případě silnějšího větru je používána dráha 06. Na letišti jsou často provozovány navijákové lety kluzáků.

## Lety pro veřejnost
Provozovatel letiště Aeroklub Chrudim nabízí vyhlídkové lety motorovými i bezmotorovými letouny a balonem. V nabídce má letouny Cessna 172, Bellanca Citabria, kluzáky Ka7 a L13

## Výcvik

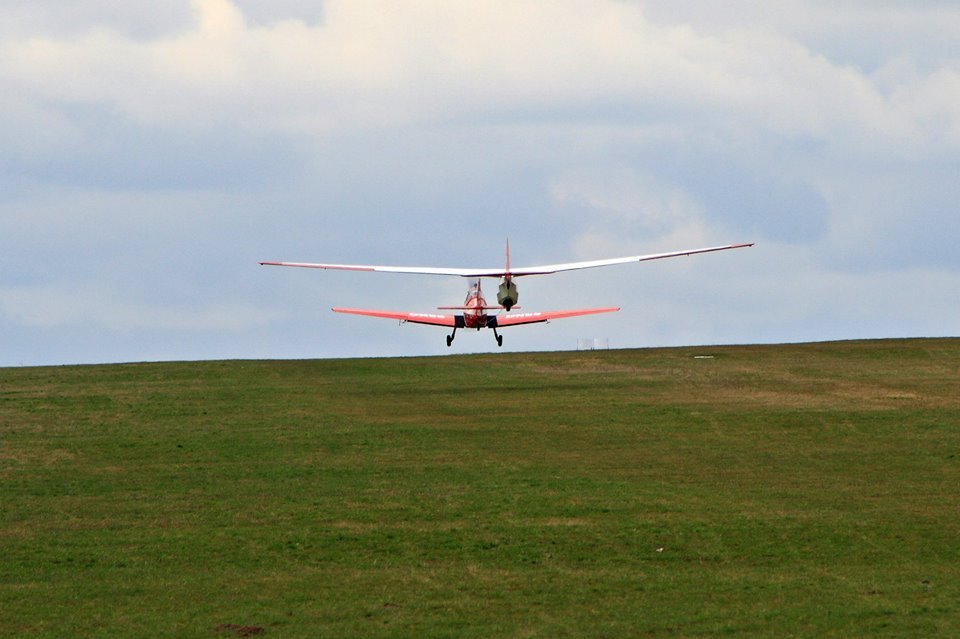
Start aerovleku Z226 Trenér + K7 na letišti v Chrudimi

Aeroklub Chrudim poskytuje pilotní výcviky:
- PPL – výcvik motorového pilota letounů (Private Pilot License)
- GLD – výcvik pilota kluzáků
Aeroklub Chrudim jako jeden z mála aeroklubu nabízí univerzální i aerovlekovou osnovu. Univerzální osnova není tolik finančně náročná a při vzletech navijákem pilot i víckrát vzlétne a přistane
- ULL – výcvik pilota ultralightů

## Flotila
Motorové letouny
- Cessna 172N – Velmi oblíbený 4místný hornoplošník, používaný pro vyhlídkové lety, výcvik pilotů a letecké fotografování. OK-CHR
- Bellanca 7GCBC Citabria - Je lehký jednomotorový dvoumístný letoun. Využíván je především pro kondiční létání a vlekání kluzáků. OK-LOL

Bezmotorové letouny
- K7 – dvoumístný větroň, v AK Chrudim používaný pro výcvik pilotů. OK-1536, OK-1537
- VT16 – Orlík, používaný pro pokračovací výcvik a sportovní létání. OK-3902
- VSO-10 – Vosa, používaný pro sportovní létání. OK-1518
- Schempp-Hirth Standard Cirrus – Cirrus, používaný pro sportovní a soutěžní létání. OK-5777
- L-13 – Blaník, používaný pro výcvik a lety pro veřejnost.

Sportovní létající zařízení
- EV97 Eurostar
- Tulák

## Letecké dny na letišti v Chrudimi

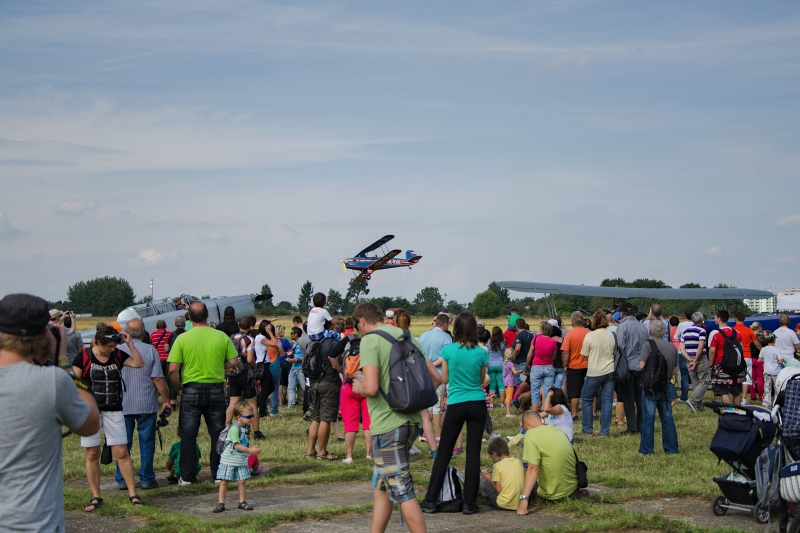
Letecký den v Chrudimi

### Letíme do školy 2012
1. 9. 2012 proběhl první ročník nazvaný „Letíme do školy“, i přes zamračenou oblohu navštívilo letecký den mnoho návštěvníků. Mezi hlavní lákadla patřila letadla CASA 1-131E Jungmann a Z50M. Částí programu návštěvníky provázel moderátor Vladimír Hron.

### Oslava 75. výročí založení Chrudimského letiště
31. 8. 2013 následoval druhý, rozsahem už větší letecký den k oslavě 75. výročí založení letiště v Chrudimi. Nabitý program provázelo slunečné počasí. Letecký den zahájila Armáda České republiky průletem letounů JAS 39 Gripen a L-159 Alca. Hlavním lákadlem leteckého dne byl Martin Šonka s jeho dechberoucím akrobatickým vystoupením. Letecký den byl spojen s akcí „Letem gastronomickým světem“.

### 3. ročník leteckého dne věnovaný Antoine de Saint Exupérimu
30. 8. 2014 proběhl další, již 3. ročník leteckého dne, s podtitulem Žlutomodrý den Berry. Počasí i přes drobnější přeháňky hrálo návštěvníkům i vystupujícím do karet a program mohl proběhnout v plné parádě. Z Německa přiletěl letoun DeHavilland Dragone Rapide, vystoupil Radim Vojta se strojem Pilatus P-2 a těsně před přeháňkou vystoupil bezmotorový akrobat Miloš Ramert na kluzáku Lo100.

### 4. ročník věnovaný oslavě konce druhé světové války
29. 8. 2015 proběhl 4. ročník leteckého dne. Již tradičně se na akci neplatí žádné vstupné. Účast prozatím potvrdili: AH-1 Cobra (Heliczech), Po-2 Polikarpov (Handlík), 43. výsadkový prapor Chrudim, Pilatus P2 (Classic Trainers), MDM-1 Fox (Vladimír Machula), Yak-3 ull, Great flying circus.

## Galerie

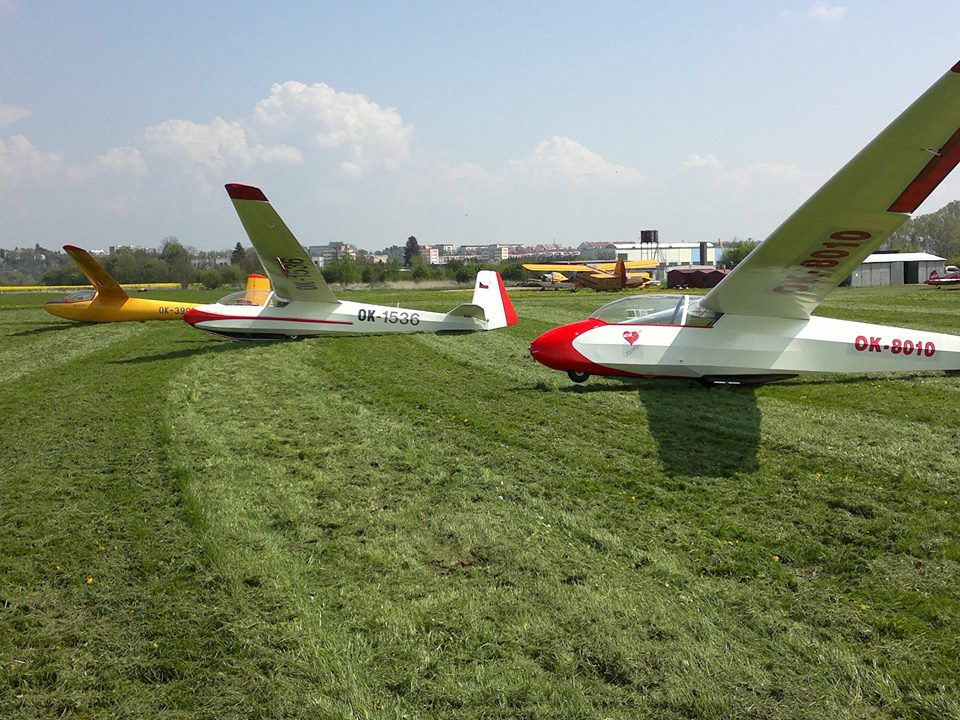
Flotila kluzáků aeroklubu Chrudim na letišti v Chrudimi
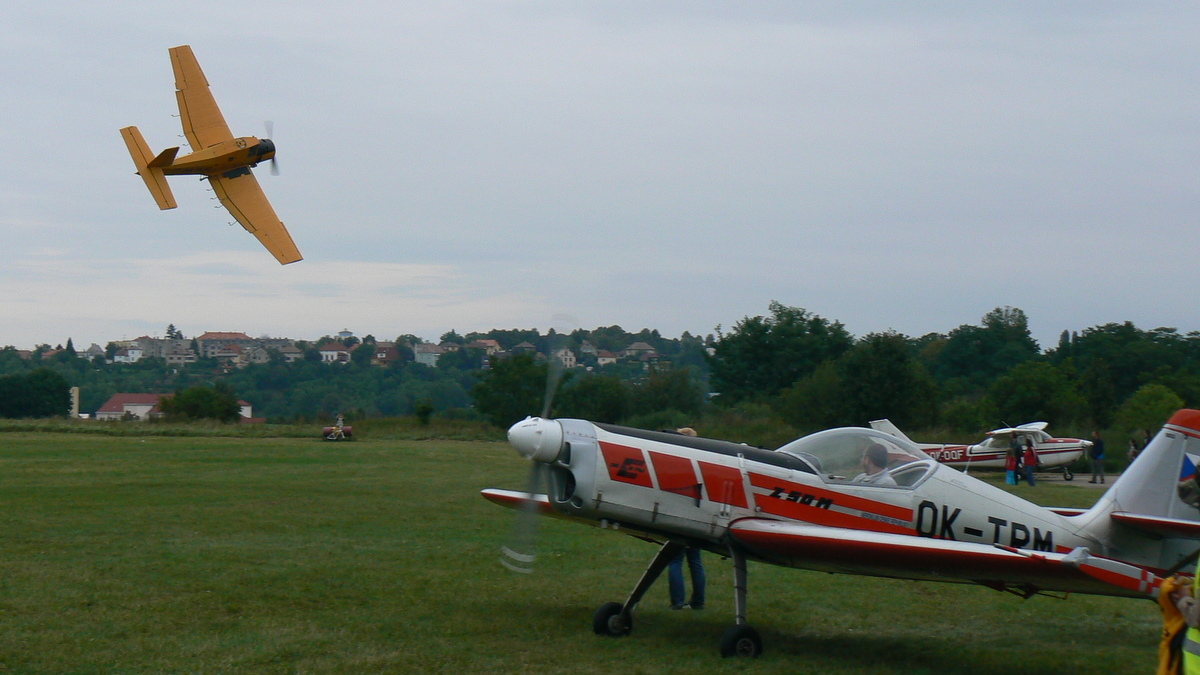
Z 37A Čmelák na leteckém dni v Chrudimi
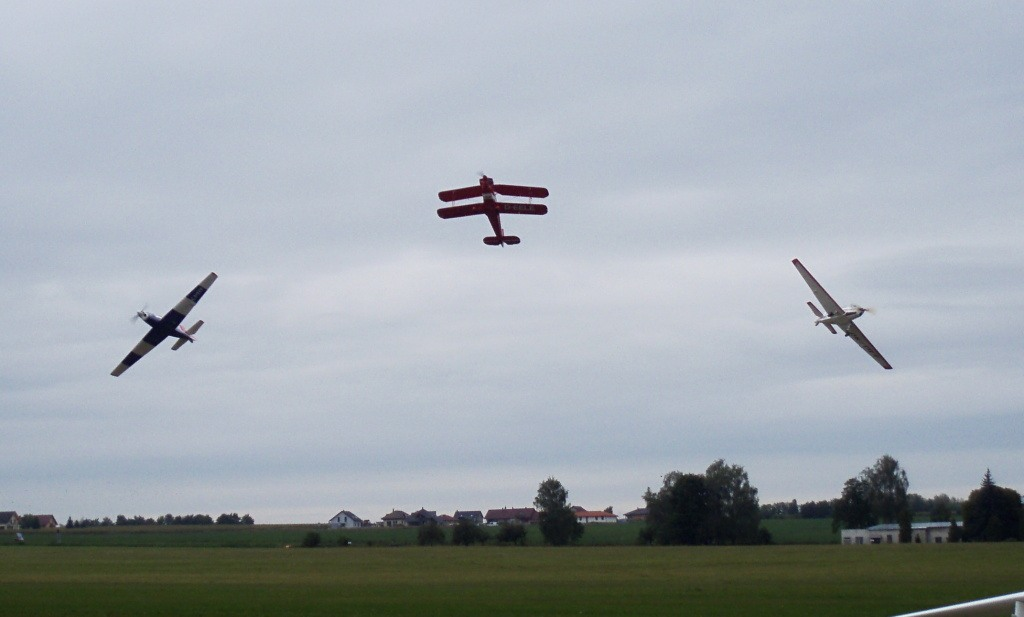
Bucker a Z226 na leteckém dni v Chrudimi
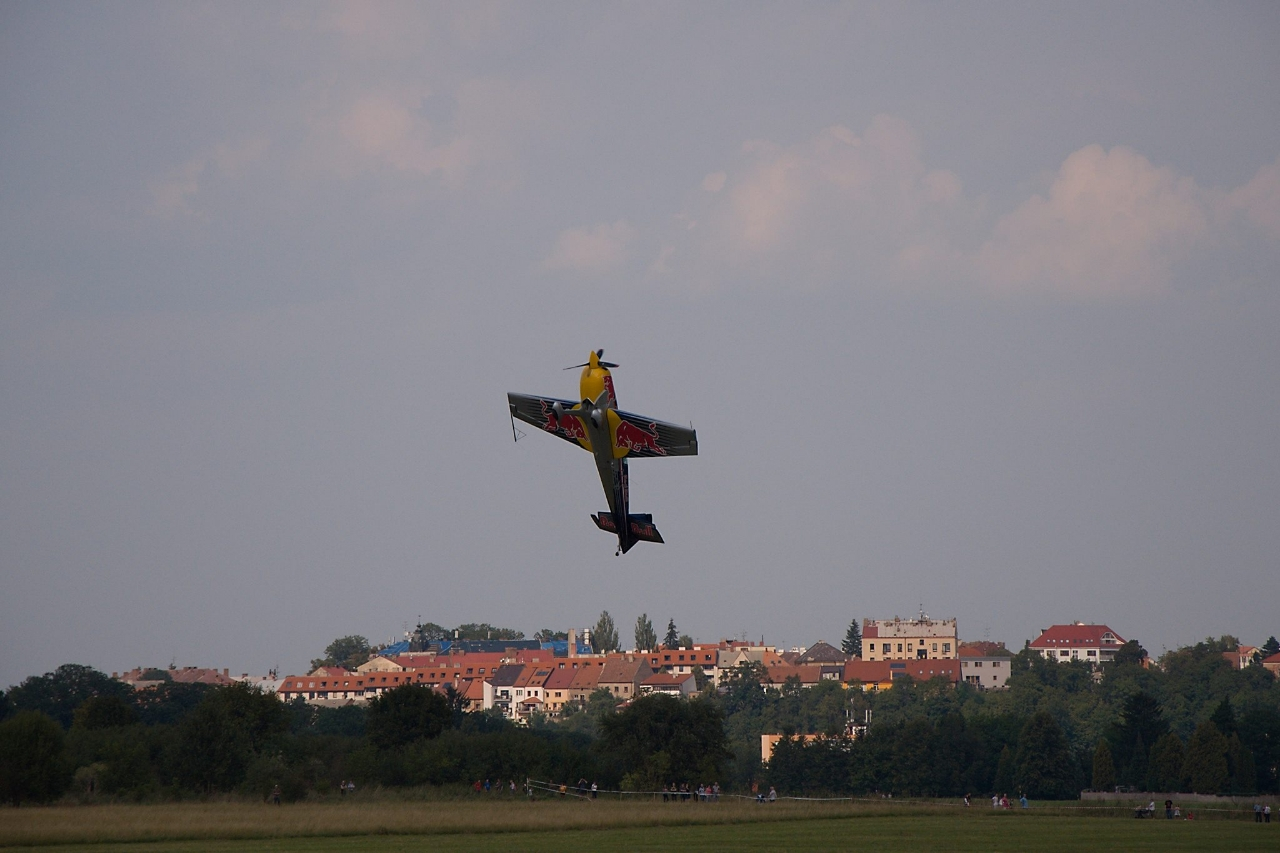
Martin Šonka a manévr Kobra po startu z Chrudimského letiště
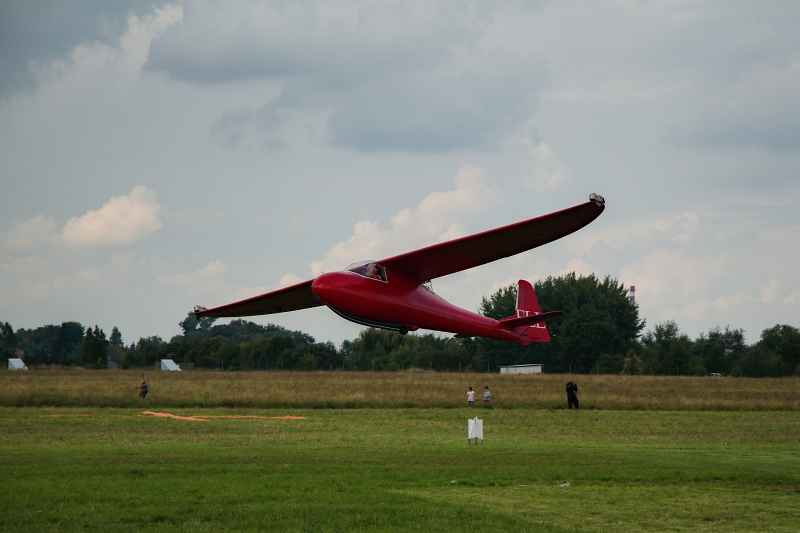
Bezmotorový akrobat Miloš Ramert na leteckém dni v Chrudimi
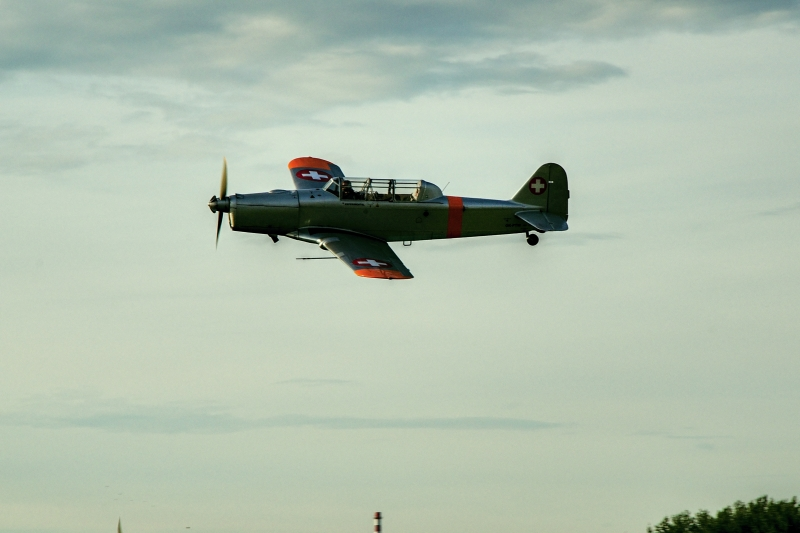
Radim Vojta a Pilatus P2-05 v Chrudimi